# 카지와라 쇼
카지와라 쇼(梶原 翔, 1987년 7월 29일~)는 일본의 배우이다. 사이타마현 출신다.